# Elizabeth Taylor (journalist)
Elizabeth Taylor (født 8. januar 1856 i Columbus, Ohio; død marts 1932 i Wake Robin, Vermont, USA) var en amerikansk kunstmaler, botaniker, journalist og globetrotter. Hun er særligt kendt på Færøerne, hvor hun i alt tilbragte 10 år og blev kaldt Mistela (Miss Taylor).

## Liv
Elizabeth Taylor, den yngste af konsul James Wickes Taylors (1819–1893) fem døtre, voksede op i Saint Paul (Minnesota) og studerede først kunst i New York og Paris.
I 1880erne og 1890erne rejste hun blandt andet til Mackenzie River og Alaska, 1892 overskred hun polarkredsen. Beretningen om hendes 3700 km lange rejse kunne i 1894 med egne tegninger ses i tidsskriftet Outing med titlen A Woman Explorer in the Mackenzie Delta. Som autodidakt samlede hun planter og dyr til museerne. Der fulgte rejser til England, Skotland, Frankrig, Island, Norge, Danmark, Italien og Montenegro.
Hendes rejseartikler blev blandt andre optaget i amerikanske ugeblade, men hun udgav ikke selv sine artikler som bøger. Først posthum offentliggjorte nevøen James Taylor Dunn disse i 1979 som The Far Islands and other cold places. Travel essays of a Victorian lady.

## „Mistela“ og Færøerne
Elizabeth Taylor var i årene mellem 1895 og 1919 fem gange på Færøerne. De to længste ophold varede hver fem år: 1900 til 1905 og 1914 til 1919. Det andet lange ophold blev på grund af 1. verdenskrig længere end planlagt, da hun ikke per post kunne få sit rejsepas forlænget og heller ikke fandt en kaptajn, der ville tage hende med til Amerika.
Hun boede blandt andre på Mykines, Viðareiði, Eiði og Miðvágur.
I Viðareiði blev hun veninde med den danske pastorfrue Flora Heilmann (1872–1943), den første kendte kvindelige kunstmaler på Færøerne. Tilsammen havde de en ikke ubetydelig indflydelse på den begyndende færøske billedkunst. Sandsynligvis var det her, hvor Jógvan Waagstein fik sine kunstneriske impulser.
I Miðvágur boede Mistela i den færøske havepioner Hans Kristoffer á Ryggis gæstehus,hvor hun beundrde hans blomster-, hæk- og trækulturer. Her lærte hun også skolelæreren og forfatteren Mikkjal á Ryggi (1879–1956) at tegne, som gjorde at han han selv kunne illustrere sine egne bøger on den færøske natur.
Hun boede i Eiði første periode i Niels Andreas Kruses (1871–1953) forældres hus (Eysturi í Túní 8). Han var den første landskabsmaler på Færøerne og Mistelas elev. Under første verdenskrig boede hun hos Niels søster Malla , og hendes mand, Oliver Øster, Eysturi í Túní 12.

## Egne værker
- A Woman Explorer in the Mackenzie Delta. In: Outing. An illustrated monthly magazine of sport, travel and recreation. The Outing Company, New York/London. Volume XXV, 1894/1895, S. 44–55, 120–132, 229–235, 304–311. ((taget fra Archive.org)).
- Elizabeth and the Far Islands. Ten years on the Faroes, Hrsg. James Taylor Dunn, Vorwort von John F. West. Marine on St. Croix, Minnesota, eget forlag, 1979 (Manuskript i der Færøernes Nationalbibliotek, 233 s., billeder).
- The Far Islands and other cold places. Travel essays of a Victorian lady, Hrsg. James Taylor Dunn. St. Paul, Pogo Press, Minnesota 1997, ISBN 1-880654-11-3 (305 s., billeder; udvidet udgave af manuskripterne, artikel om Færøerne på s. 128–295).
- Im Sturm auf Stóra Dimun gefangen. i TJALDUR. ( den tysk-færøske venskabsforening). 20/1998, S. 40–47.
- Hans Kristoffers Garten (oversat til tysk af Norbert B. Vogt). i: TJALDUR. 21/1998, S. 49–58.